# Українська і давньоіндійські мови
Українська і давньоіндійські мови — популярне видання, яке знайомить читача з дослідженнями найдавнішої історії української мови

## Анотація
Серед великого числа мов давньої Індії є мови, які були писемно зафіксовані задовго до часів нашої ери: веді, палі, панджабі, орія. 
Названі давньоіндійські мови привертають увагу українських і зарубіжних дослідників - адже вони зберігають ще з доісторичних часів багато мовних одиниць, споріднених із одиницями української мови.  Їх досліджували українські дослідники: П.Ріттер, В. Шаян, Л. Силенко, В. Паїк, С. Наливайко, В. Кобилюх, Ю. Шилов, М. Іванченко, С. Васильченко, С. Губерначук та ін. 
Звідки взялись українсько-індійські мовні спорідненості?  
Ще в  неолітичні часи (VI-III тис. до н. е.) на теперішніх українських теренах існували дві потужні цивілізації: Трипільська та Кулястих амфор (остання поширювалась у межах нинішньої Волині). У ті часи предки українців уже знали колесо, був приручений кінь - були можливості здійснювати далекі походи. Десь у IV тис. до н. е. із теперішніх українських земель у південному напрямку рушили потужні хвилі вихідців. Частина з'єднань тих подніпровців дісталися витоків Інду - сучасної північно-Західної Індії і Пакистану (Пенджаб). Саме ті древні предки українців, змішавшись з місцевим населенням, утворили на освоєних землях долини Інду цивілізацію, яку нині називають Індська або Хараппська. 
Книга «Українська і давньоіндійські мови» базується на даних, взятих із більш як 90 друкованих джерел українських і зарубіжних вчених.
Мета книги - привернути увагу до давньоіндійських мов як джерела пошуків найдавніших початків української мови.

## Автори книги
Текст і дизайн обкладинки – Станіслав Губерначук.
Видавець - видавництво «Фенікс» (Київ).

## Зміст
- Людина – спорідненість, часмини тіла та органи;
- Людські чесноти, вади, недуги;
- Стосунки між людьми;
- Діяльність людини;
- Назви рослин, тварин та їжі;
- Об’єкти і явища природи, вірування людей;
- Службові частини української мови:

- Вигуки;

- Частки;

- Прислівники;

- Займенники;

- Числівники;

- Префікси, суфікси.